# 上智大学国際部
上智大学国際部（じょうちだいがくこくしぶ）は、上智大学に置かれていた組織。

## 概要
1949年設置。上智大学は大学設立直後より教育面での国際通用性が強く意識されており、このことを最も早く具現化したというのが上智大学国際部であった。当時には日本で唯一の、全ての授業を英語で行うという大学であった。
アロイシャス・ミラー神父の尽力によって開設され、連合国軍の進駐軍の兵士などを対象として英語でアメリカ式の講義が行われていた。アメリカの諸大学から単位を認定されており、卒業すればアメリカでは学位となる学士（教養）か学士（理学）を取得できた。